# Bardaxima dissona
Bardaxima dissona är en fjärilsart som beskrevs av Max Wilhelm Karl Draudt 1932. Bardaxima dissona ingår i släktet Bardaxima och familjen tandspinnare. Inga underarter finns listade i Catalogue of Life.